# Alain Froment
 (octobre 2017).
Alain Froment est un médecin et anthropologue français né en 1952 à Fontainebleau. C'est un épidémiologiste et un anthropobiologiste généraliste, spécialiste de l'évolution de l'homme moderne, qui a travaillé sur le squelette comme sur les populations vivantes.

## Biographie

### Origines et études
Alain Froment est le fils de Henri Froment, instituteur, originaire du village de Bourron-Marlotte (où une place porte son nom, en tant qu'historien local), et Jeanne Négel, couturière, née italienne. Après une spécialité de médecine tropicale (Université Paris 6) il a obtenu un doctorat de sciences en anthropologie biologique à l'Université Paris 7. Il a également une formation en archéologie préhistorique, obtenue dans l'équipe d'André Leroi-Gourhan.

### Carrière
Il a travaillé comme chercheur dans l'équipe du Pr Baruch Blumberg (Prix Nobel de Médecine 1976) sur l'hépatite B au Sénégal, puis a intégré en 1980 l'ORSTOM (Office de Recherches Scientifiques et Techniques Outre-Mer) devenu IRD (Institut de Recherches pour le Développement) comme chargé de recherches puis directeur de recherches. Ses travaux portent sur la variabilité biologique de l'espèce humaine, et sur des questions relatives à la nutrition et l'épidémiologie des maladies transmissibles, relevant de l'écologie humaine. Une partie de sa carrière s'est déroulée au Burkina Faso, au Sénégal, en Égypte et au Cameroun, et depuis 2006 au Musée de l'Homme à Paris.
Il a aussi été Adjunct Professor d'anthropologie à l'Université du Maryland à College Park (États-Unis), président et secrétaire général de la Société d'Anthropologie de Paris, secrétaire de l'École d'Anthropologie (où il a été élu professeur), directeur du groupe de recherches CNRS sur les momies (GDR 3446 "Centre d'Investigation et de Recherche sur les Momies" CIRM), et responsable scientifique des collections d'anthropologie du Musée de l'Homme de 2006 à 2016.

## Œuvre

### Épidémiologie
Alain Froment a été d'abord un épidémiologiste, ayant travaillé sur le rôle de l'hépatite B dans les cirrhoses et les cancers du foie au Sénégal, puis sur la malnutrition infantile. Il a coordonné un programme sur l'alimentation et la nutrition dans les diverses zones du Cameroun, et montré notamment que la malnutrition infantile obéissait à des contraintes environnementales liées à l'humidité ambiante et à la transmission des maladies parasitaires. Il a aussi étudié les maladies émergentes en forêt équatoriales et contribué à la découverte du virus HTLV-III.

### Anthropobiologie
Alain Froment a montré qu'il y a une bonne corrélation entre la forme du crâne et l'origine géographique des populations humaines. A ce titre il a contesté les allégations de l'historien sénégalais Cheikh Anta Diop en montrant que la forme du crâne des Égyptiens anciens ne ressemblait pas à celle des populations sub-sahariennes. Sa position a été critiquée par l'historienne africaniste C. Coquery-Vidrovitch, critique à laquelle l'auteur a répondu dans le même journal. En tant que responsable des collections du Musée de l'Homme, il a défendu le principe des collections de restes humains, considérées comme des archives de l'humanité.

## Titres et distinctions
Médaille d'argent de la Faculté de Médecine de Paris, Prix Bertillon de la Société d'Anthropologie de Paris.

## Publications
La plupart des travaux du Dr Froment sont accessibles dans la base Horizon de l'IRD.
- Froment A. 1988. Le Peuplement de la Boucle du Niger: Etude anthropobiologique. Travaux et Documents de l'ORSTOM, N° 215, 194 p.
- Froment A. 1992. La différenciation morphologique de l’Homme moderne: congruence entre forme du crâne et répartition géographique du peuplement. Comptes-Rendus de l’Académie des Sciences, série III, 315: 323-329.
- Froment A. 1991. Origine et évolution de l'homme dans la pensée de Cheikh Anta Diop. Cahiers d'Etudes Africaines 121-122, XXXI: 29-64, et 125: 129-141.
- Froment A. 1993. Adaptation biologique et variation dans l'espèce humaine: le cas des Pygmées d'Afrique. Bulletins et Mémoires de la Société d'Anthropologie de Paris 5: 417-448.
- Froment A. 1994. Race et Histoire: La recomposition idéologique de l'image des Égyptiens Anciens. Journal des Africanistes 64: 37-64.
- Froment A., Garine I. De, Binam Bikoï Ch. & Loung J-F. (directeurs). 1996. Bien Manger et Bien Vivre: Anthropologie Alimentaire et Développement en Afrique intertropicale: du Biologique au Social, L'Harmattan-ORSTOM, Paris, 520 p.
- Hladik C. M., Hladik A., Pagezy H., Linares O. F., Koppert G. & Froment A. (directeurs). 1996. L’Alimentation en Forêt Tropicale. Interactions Bioculturelles et Perspectives de Développement, UNESCO, Paris, 2 volumes, 1406 p.
- Delneuf M., Essomba J.M., & Froment A. (directeurs). 1998. Paléo-anthropologie en Afrique centrale: un bilan de l’Archéologie au Cameroun, L’Harmattan, Paris, 368 p.
- Froment A. 2000. Enjeux idéologiques de la paléontologie humaine: la perspective afrocentrique. In: Ducros A. & Ducros J. (dirs), L'homme préhistorique. Images et imaginaire. L'Harmattan, Paris, p. 109-135.
- Froment A. & Guffroy J. (directeurs). 2003. Peuplements anciens et actuels des forêts tropicales, Éditions Colloques et Séminaires, IRD, Paris, 358 p.
- Guihard-Costa A.M., Boetsch G., Froment A., Guerci A. & Robert-Lamblin J. (directeurs). 2007. L'homme et sa diversité. Perspectives et enjeux de l'Anthropologie biologique. Éditions CNRS, Paris, 169 p.
- Bonnet-Bidaud J.M., Froment A., Moureaux P. & Petit A. 2012. Le Soleil dans la Peau. Robert Laffont, Paris, 226 p.
- Froment A. 2013. Anatomie impertinente. Le corps humain et l’évolution. Éditions Odile Jacob, Paris, 282 p.
- Timbart N., Guichard H. & Froment A. (eds). 2016. Archives de l’humanité : les restes humains patrimonialisés. Revue Technè, vol. No 44.
- Froment A. et Guy H (ed). 2019. Archéologie de la santé, anthropologie du soin. Editions Inrap La Découverte, 336 p.
- Froment A. et Maignant G. (ed.). 2021. Homo futurus : quelles évolutions biologiques pour l'espèce humaine ?. Nice (FRA) : Ovadia (Philosophie et Ethique de la Smart City).